# Сефер ийюн
«Сефер ийюн» (Сефер ха-Ийюн; Sefer ha-Jjun) — «Книга созерцания», автором которой, возможно, является рабби Хамай, относится к ранней каббалистической традиции «Круга созерцания» (Испания, XIII век). Эта небольшая книга излагает учение о 13 миддот — атрибутах божественного милосердия. В ней встречается имя АРАРИТА, ставшее популярным в магии. Оказала влияние на последующее развитие каббалы.
«Круг созерцания» — письменная традиция в ранней каббале, имеющая связи с мистикой Меркавы, «Шиур-Кома» и литературой «Хехалот» («Чертогов»). Но не только с ними. Просматривается общее влияние неоплатонизма через «Книгу пяти субстанций» Псевдо-Эмпедокла, «Теологию» Аристотеля, трактаты Ицхака Исраэли, Шломо ибн Габироля и Азриэля из Жероны. Очевидно также влияние не только космогонической литературы, но и этической, например, Хасидей Ашкеназ, а также суфизма. Несмотря на свои небольшие размеры, «стандартная» версия «Книги созерцания» представляет образец глубокой теософии, главными темами которой являются скрытые аспекты Божества и Его тринадцать кохот или духовных сил, эманации Божественной Славы. Описание Божества и духовного мира не основано на учении о десяти сфирот; книга относится к несфиротической теологии в ранней каббале, к традиции 13 миддот, отличной от традиции 10 сфирот.
Изучению трактата, его постоянному перечитыванию, повторению придавалось теургическое значение. Автор текста, видимо, предполагал, что когда молящийся «сосредоточивается сердцем своим на поминании Имени», происходит мистическое преобразование его человеческих миддот в божественные, и он получает «два мира: этот мир и грядущий», материальный и духовный. Предполагалось, что каббалисты участвуют в самопорождении Бога, расширяя пространство тринадцати божественных миддот, объединяя Имя Его со всеми Его силами, утверждают царство ЙЃВЃ (Тетраграмматона) и становятся наследниками божественной Славы.